# Гроцка
Гроцка је градско насеље у Србији у градској општини Гроцка у граду Београду. Према попису из 2022. било је 8.154 становника. У граду се налази храм Свете Тројице, Центар за културу Гроцка, Средња школа Гроцка, основна школа „Илија Гарашанин”, основна музичка школа „Невена Поповић”, Дом здравља Гроцка.
Кроз насеље протиче речица Грочица, настала спајањем Бегаљичког и Заклопачког потока. Од њиховог спајања на улазу у насеље до уливања у Дунав има око један километар. Њен лагани ток кроз насеље мења се када водостај на Дунаву порасте. Тада постаје река која плави усеве и куће а 1923. године излила се и преко моста и поплавила куће и трговине у Грочанској чаршији.

## Историја
Најстарији трагови о постојању насеља на територији данашње општине Гроцка датирају из почетка неолита (млађег каменог доба). Највеће неолитско насеље у овом делу Европе, које се још увек истражује, налази се на обали Дунава у месту Винча. Култура, која је настала на овом простору у доба средњег и позног неолита (5250—4250. године п. н. е), добила је назив „Винчанска култура”.
Римљани су главну саобраћајницу која је повезивала Сингидунум (Београд) и Виминацијум (Костолац), своја два, у то време велика града Горње Мезије, изградили уз обале Дунава преко територије данашње Гроцке. Докази за то су бројни: виле-рустике, гробнице римских великодостојника, златан накит, новац и многе друге ископине.

## Име
Прво помињање Гроцке, у писаној форми, забележено је у 9. веку (878. године), када се за насеље на ушћу мале речице у Дунав срећемо са словенским именом „Гардец“. Следеће писано помињање забележено је у запису Евлије Челебије 1521. године, под називом „Хисарџик“ (утврђена војна постаја на цариградском друму).
Највише података о Гроцкој у средњем веку налазимо у турским пописима и из записа путописаца. Герлах, путописац који је 1578. године прошао кроз Гроцку и забележио: "... велики поток дели Гроцку на два дела, у једном делу подигнуте су мале српске колибе покривене трском и сламом, а у другом има и лепих турских кућа, често шиндром покривених."
Јуна 1937. незадовољни радник је запалио тек саграђени млин, који још није прорадио.
Данас је Гроцка београдска општина која заузима површину од 28.923 ha, на којој живи 75.466 становника и има 15 насељених места. Општина је основана 1955. од када је приступила заједници београдских општина. Дан општине, као и општинска слава, је Света Петка, 27. октобар. Северни део територије излази на реку Дунав дужином од 24 km, а обим границе општинске територије је 96 km. До Гроцке стижете ауто-путем Београд—Ниш, железничком пругом Београд—Ниш—Скопље—Солун—Атина, магистралним путем Београд—Смедерево. Градски и приградски саобраћај може вас довести до било којег места на територији општине.

## Култура
У Гроцкој се налазе две значајне установе културе: Библиотека „Илија Гарашанин” и Центар за културу Гроцка.
Библиотека „Илија Гарашанин” је од 90-их година 20. века централна библиотека општине Гроцка у оквиру мреже општинских библиотека Библиотеке града Београда. До тада је била седиште Народног универзитета Гроцке, а име чува успомену на оснивача прве библиотеке у Гроцкој, знаменитог државника и Грочанина Илију Гарашанина. Налази се у центру насеља, у оквиру заштићене просторне културно-историјске целине Грочанска чаршија. У галерији библиотеке изложен је Легат др Александра Костића у коме се, између осталог, чувају и његови налази са археолошког локалитета Дубочај. Као свестран човек посвећен науци, професор др Александар Костић се бавио и археологијом. Године 1933. на Дубочајском гребену у Гроцкој открио је многе римске гробове, накит, новац, керамику, оружје и остатке животињског и биљног света.
Аутори поставке су кустос Зорица Атић из Центра за културу Гроцка, виши кустос др Милош Спасић и кустос Драгана Стојић из Музеја града Београда, и археолог Раде Милић из Центра за урбани развој.
Центар за културу Гроцка је установа културе чија се делатност фокусира на организовања културних и образовних програма на територији градске општине Гроцка. Рад Центра је пре свега фокусиран на становништво градске општине Гроцка и креирање културног живота и задовољавање културних потреба локалне заједнице. Просторије центра смештене су у Ранчићевој кући, установљеној још 1966. године за споменик културе од великог значаја. У Гроцкој постоји Дом културе са биоскопском салом који је почео да се реновира 2020. године.

## Архитектура и културно наслеђе
Најстарије језгро Гроцке, такозвана Грочанска чаршија, установљена је за непокретно културно добро као просторно културно-историјска целина од великог значаја за Републику Србију. Да је данашња главна улица коришћена од самог настанка насеља као чаршија, трговачки и пословни центар, сведоче карактер и намена очуваних старих кућа. Осим пословних зграда са дућанима, занатским радионицама и кафанама, у чаршији се налазило и неколико стамбених зграда варошког типа, чији су власници били имућни трговци и занатлије. Специфичан карактер Гроцке, која је с једне стране била варошица, односно административни и трговачки центар, а са друге сеоско насеље са изванредним природним условима, одредио је основну поделу старих грочанских кућа на варошке и сеоске. У погледу типских обележја, целокупни сачувани архитектонски фонд садржи елементе народне архитектуре са различитих подручја Србије, који су у одређеним моментима имали пресудан значај у формирању руралне архитектуре не само у Гроцкој, већ на целом подручју града Београда.
Ван Грочанске чаршије као целине и објеката унутар ње у Гроцкој је заштићено још седам сачуваних варошких кућа које су проглашене за споменик културе. Најстарија међу њима датира још из 18. века. Међу њима су и две које су у рангу споменика културе од великог значаја за Републику Србију - Ранчићева кућа и Цинцарска кућа. Неке од ових кућа, које су биле утврђене за културно добро још 1966. године, нестале су без могућности да буду реконструисане, јер су на њиховом месту саграђени други објекти.

### Манастир Рајиновац
Један од првих сусрета са Манастиром Рајиновац сачуван је у турском попису из 1528. године, где се помиње као манастир Свети Рајко. Село Бегаљица, где се овај манастир налази у том периоду је имало свега пет кућа, а његов постепени развој можемо да пратимо на основу даљих турских пописа. Под истим именом јавља се и 1530. године.
Легенда каже да је некада давно код неког богаташа Бугарчића у Бегаљици служио момак из Босне, по имену Раја. Када је одслужио своје, Бугарчић му је поштено исплатио зарађене дукате. Раја је кренуо својој кући, али га код извора сачекају Бугарчићеви синови, убију га, новац покупе, а Рају затрпају кладама. После две године нађу га чобани мртвог и пријаве газди. Газда препозна свог бившег слугу Рају, и досети се да су га убили његови синови, јер је један у међувремену „сишао с ума“, а и други се озбиљно разболео. Да би окајао грех који су његови синови починили, Бугарчић за исту суму дуката, колика некада беше исплатио Раји, на своме имању, недалеко од извора где је Раја убијен, подигне малу дрвену цркву Раји за душу, а себи за спасење.
У народу је остала прича да је цркву подигао Рајин новац, па се она и данас зове Рајиновац.

### Винчанска култура
Интересовање европске археолошке науке за налазиште Винча — Бело брдо (археолошки локалитет) јавља се почетком прошлог века, када њен истраживач професор Милоје Васић објављује прве научне радове у водећим европским научним часописима.
Истражен је само централни део локалитета, односно око 4% од укупне површине налазишта. На истраженој површини, професор Васић је открио археолошки слој дебљине око 10 метара. У археолошким слојевима откривене су рушевине насеља и трагови живота од неолита (5500. година п. н. е), па све до данашњих дана, што практично значи да се у Винчи у континуитету живи седам хиљада година. Посебну занимљивост представља податак да је 80% археолошких наслага формирано у периоду од 5250. до 4250. п. н. е..
Винчанска култура простирала се на територији од око 200.000 km², односно, на простору омеђеном Карпатима на северу, реком Босном на западу, софијским пољем на истоку, и скопском котлином на југу. На овој огромној површини пронађено је преко 600 налазишта са археолошким материјалом који је стилски веома уједначен, што говори да је то била врло компактна и хомогена култура. Многи светски и европски археолози винчанску културу третирају као једну од најранијих европских цивилизација.
У време винчанске културе подижу се надземне куће сложене архитектуре са више просторија, грађене од дрвета и облепљене блатом. Куће у насељу формирају низове, увек су исте оријентације, са пролазима и улицама између њих, тако да је у Винчи створена прва урбана целина на тлу Европе.
Винчански човек се углавном бавио пољопривредом и сточарством. Велики вишкови производа довели су до развоја трговине, што је Винчанима омогућило брзи економски развој.

### Богата археолошка налазишта
Територија општине Гроцка обилује већим бројем археолошких налазишта. Професор Петар С. Павловић је двадесетих година 20. века на локалитету Каргача (Врчин) открио 48 нових врста фосила шкољки и пужева, који нису пронађени нигде на територији некадашњег Панонског мора.
У усеку пешчаног наноса који је направила Дубочајска река, професор др Костић открио је већу количину шкољки, пужева, фосила, лишћа и разних врста дрвећа. На истом локалитету откривени су и рогови јелена и кости мамута, а посебно је вредна пажње вилица хипариона која потиче из средине понтинског периода када је Панонско море било на крају свога постојања.
На ушћу Болечице у Дунав, на њеној десној обали, постојало је веће насеље из времена баденске културе (2200—1800. године п. н. е). Фрагментални керамички судови нађени су и на Шупљој стени у Врчину под Авалом.
У периоду старијег гвозденог доба (1000—300. године п. н. е) подручје Гроцке било је настањено келтским становништвом и то припадницима племена Трикорнинци. Велики број остатака металних предмета нађени су на потесу од Винче до Орашја.
Око 300. п. н. е. у ове крајеве се настањују Скордисци — мешано келтско племе које на овим просторима живи и у време раног Римског царства.
Гроцка у римско доба припада насељима на горњомезијском лимесу које чини низ градова и утврђења на Дунаву. Као значајно насеље у најближој околини помиње се Трикорниум (Ритопек). Одатле потичу и многобројни натписи на латинском, трачком и келтском језику. Трикорниум се такође помиње и у Прокопијевом списку тврђава на Дунаву. Остаци архитектуре из тога доба за сада су откривени у Ритопеку (каструм — војни логор), гробнице у Брестовику и Гроцкој и делови виле на локалитету Дубочајски поток.

## Демографија
У насељу Гроцка живи 6.633 пунолетна становника, а просечна старост становништва износи 38,9 година (37,7 код мушкараца и 40,0 код жена). У насељу има 2.815 домаћинстава, а просечан број чланова по домаћинству је 2,96.
Ово насеље је великим делом насељено Србима (према попису из 2022. године), а у последња три пописа, примећен је пораст у броју становника.
|             | \| Демографија[10] \| Демографија[10] \| Демографија[10] \| \| Година \| Становника \| Становника \| \| --------------- \| --------------- \| --------------- \| \| 1948. \| 2.927 \| \| \| 1953. \| 3.200 \| \| \| 1961. \| 3.726 \| \| \| 1971. \| 4.956 \| \| \| 1981. \| 6.394 \| \| \| 1991. \| 7.642 \| 7.434 \| \| 2002. \| 8.338 \| 8.632 \| \| 2011. \| 8.441 \| \| \| 2022. \| 8.154 \| \| |            |
| Демографија | |            |
| Година      | Становника | Становника |
| 1948.       | 2.927 |            |
| 1953.       | 3.200 |            |
| 1961.       | 3.726 |            |
| 1971.       | 4.956 |            |
| 1981.       | 6.394 |            |
| 1991.       | 7.642 | 7.434      |
| 2002.       | 8.338 | 8.632      |
| 2011.       | 8.441 |            |
| 2022.       | 8.154 |            |

| Етнички састав према попису из 2002.‍ | Етнички састав према попису из 2002.‍ | Етнички састав према попису из 2002.‍ | Етнички састав према попису из 2002.‍ | Етнички састав према попису из 2002.‍ |
| ------------------------------------ | ------------------------------------ | ------------------------------------ | ------------------------------------ | ------------------------------------ |
|                                      |                                      |                                      |                                      |                                      |
| Срби                                 | Срби                                 |                                      | 7.999                                | 95,93%                               |
| Црногорци                            | Црногорци                            |                                      | 108                                  | 1,29%                                |
| Хрвати                               | Хрвати                               |                                      | 29                                   | 0,34%                                |
| Македонци                            | Македонци                            |                                      | 27                                   | 0,32%                                |
| Муслимани                            | Муслимани                            |                                      | 20                                   | 0,23%                                |
| Роми                                 | Роми                                 |                                      | 18                                   | 0,21%                                |
| Југословени                          | Југословени                          |                                      | 15                                   | 0,17%                                |
| Мађари                               | Мађари                               |                                      | 11                                   | 0,13%                                |
| Горанци                              | Горанци                              |                                      | 8                                    | 0,09%                                |
| Словенци                             | Словенци                             |                                      | 3                                    | 0,03%                                |
| Руси                                 | Руси                                 |                                      | 3                                    | 0,03%                                |
| Словаци                              | Словаци                              |                                      | 1                                    | 0,01%                                |
| Румуни                               | Румуни                               |                                      | 1                                    | 0,01%                                |
| Немци                                | Немци                                |                                      | 1                                    | 0,01%                                |
| Бугари                               | Бугари                               |                                      | 1                                    | 0,01%                                |
| непознато                            | непознато                            |                                      | 24                                   | 0,28%                                |

| Година пописа     | 1948. | 1953. | 1961. | 1971. | 1981. | 1991. | 2002. |
| ----------------- | ----- | ----- | ----- | ----- | ----- | ----- | ----- |
| Број домаћинстава | 739   | 846   | 1.051 | 1.642 | 1.991 | 2.367 | 2.815 |

| Број чланова      | 1   | 2   | 3   | 4   | 5   | 6   | 7  | 8 | 9 | 10 и више | Просек |
| ----------------- | --- | --- | --- | --- | --- | --- | -- | - | - | --------- | ------ |
| Број домаћинстава | 541 | 694 | 528 | 664 | 234 | 103 | 38 | 9 | 1 | 3         | 2,96   |

| Пол    | Укупно | Неожењен/Неудата | Ожењен/Удата | Удовац/Удовица | Разведен/Разведена | Непознато |
| ------ | ------ | ---------------- | ------------ | -------------- | ------------------ | --------- |
| Мушки  | 3.335  | 1.020            | 2.080        | 116            | 114                | 5         |
| Женски | 3.613  | 783              | 2.098        | 558            | 168                | 6         |
| УКУПНО | 6.948  | 1.803            | 4.178        | 674            | 282                | 11        |

| Пол    | Укупно                    | Пољопривреда, лов и шумарство | Рибарство                            | Вађење руде и камена | Прерађивачка индустрија       |
| ------ | ------------------------- | ----------------------------- | ------------------------------------ | -------------------- | ----------------------------- |
| Мушки  | 1.635                     | 240                           | 2                                    | 1                    | 296                           |
| Женски | 1.208                     | 79                            | 0                                    | 0                    | 327                           |
| УКУПНО | 2.843                     | 319                           | 2                                    | 1                    | 623                           |
| Пол    | Производња и снабдевање   | Грађевинарство                | Трговина                             | Хотели и ресторани   | Саобраћај, складиштење и везе |
| Мушки  | 128                       | 153                           | 276                                  | 47                   | 141                           |
| Женски | 17                        | 13                            | 205                                  | 29                   | 27                            |
| УКУПНО | 145                       | 166                           | 481                                  | 76                   | 168                           |
| Пол    | Финансијско посредовање   | Некретнине                    | Државна управа и одбрана             | Образовање           | Здравствени и социјални рад   |
| Мушки  | 13                        | 74                            | 122                                  | 44                   | 40                            |
| Женски | 23                        | 36                            | 102                                  | 107                  | 193                           |
| УКУПНО | 36                        | 110                           | 224                                  | 151                  | 233                           |
| Пол    | Остале услужне активности | Приватна домаћинства          | Екстериторијалне организације и тела | Непознато            | Непознато                     |
| Мушки  | 42                        | 1                             | 0                                    | 15                   | 15                            |
| Женски | 30                        | 12                            | 1                                    | 7                    | 7                             |
| УКУПНО | 72                        | 13                            | 1                                    | 22                   | 22                            |

## Галерија
- Акварел Грочанске чаршије с краја 19. века (Стојан Николић)
- О. Ш. „Илија Гарашанин”
- Биста Илије Гарашанина
- Кућа породице Апостоловић у Чаршији
- Ресторан „Виногради”, једно од омиљених места Јосипа Броза
- Поглед на Дунав, гроцку и Грочанску Аду

#### мапе и карте
- Мапе, аеродроми и временска ситуација локација (Fallingrain)
- Гугл сателитска мапа (Maplandia)
- План насеља на мапи (Mapquest)

#### презентације
- Званична страна Београда
- Званична страна Центра за културу Гроцка
- Презентација Туристичког друштва Гроцка
- Презентација Покретача Гроцка
- Презентација општине Гроцка Архивирано на веб-сајту  (15. октобар 2012)
- Гроцка Инфо Центар
- Радио Дедал Гроцка
- Гроцка Инфо Портал
- НашаГроцкаИнфо- Независни сајт Архивирано на веб-сајту  (20. новембар 2012)

#### новински чланци
- Гроцка – место где људи живе већ девет миленијума („Политика“, 15. фебруар 2016)
- Гроцка — заштићене куће у којима нема ниједан ексер ("Вечерње Новости", 1. март 2014)